# Im Geheimdienst
Im Geheimdienst (Originaltitel: Cloak and Dagger) ist ein in schwarzweiß gedrehter Film noir des Regisseurs Fritz Lang aus dem Jahre 1946 mit Gary Cooper und Lilli Palmer in den Hauptrollen. Die Handlung verbindet eine Agentenstory vor dem historischen Hintergrund des ausgehenden Zweiten Weltkrieges mit einer Liebesgeschichte zwischen einem US-amerikanischen Physiker, bzw. Agenten, und einer italienischen Widerstandskämpferin. Die Geschichte basiert auf dem Sachbuch Cloak and Dagger: The Secret Story of O.S.S.

## Handlung
Gegen Ende des Zweiten Weltkrieges beauftragt der US-Geheimdienst den Physiker Alvah Jesper (Gary Cooper) damit, in Europa in Erfahrung zu bringen, wie weit die Forschungen der Nazis zum Bau von Atombomben bereits fortgeschritten sind. Jesper versucht zuerst, in Italien einen gewissen Professor Polda zu finden, um ihn zur Mitarbeit zu überreden. Dessen Tochter, Maria, die von Nazis entführt worden ist, versucht Jesper mit Hilfe von geheimen Widerstandskämpfern zu befreien, wobei er sich in die Widerstandskämpferin Gina verliebt, was den Auftrag aber nicht unbedingt leichter erfüllbar macht und für beide existenzielle Konflikte mit sich bringt.

## Kritiken
„Abenteuerliches Spionagedrama, grob konstruiert, aber spannend in Szene gesetzt und gut gespielt. Langs Handschrift zeichnet diesen Film allerdings nicht aus.“

„As the hero, Gary Cooper—an old hand at partisan war—gives a good Gary Cooper performance, which is what was expected of him. And Lilli Palmer, a new girl from England, makes almost believable, with a wistful and sensitive personality, the role of the Italian girl.“

„Als Held, Gary Cooper – ein alter Hase im Partisanenkrieg – gibt er eine gute Gary-Cooper-Leistung, die das erfüllt, was von ihm erwartet wurde. Und Lilli Palmer, ein neues Mädchen aus England, spielt fast glaubwürdig, mit einer wehmütigen und sensiblen Persönlichkeit, die Rolle des italienischen Mädchens“

„Das, was [Fritz Lang] selbst 'den romantischen deutschen Charakter' nannte, das interessierte ihn jedenfalls im hier und jetzt nicht mehr. Aus dem irrational 'Schicksalsschwangeren' ist längst das Dokumentarische geworden, eine rationale Analyse der die Menschen, die Gesellschaft und die Welt determinierenden Wirkzusammenhänge. Als sich Gary Cooper in IM GEHEIMDIENST einmal im Inneren eines Pferdekarussells versteckt hält, schreibt er eine Integralrechnung an die Wand, wertet mit dieser aus, wie weit er mit den Pferden kommen könnte, wenn man mit diesen nicht im Kreis, sondern 'über Berg und Tal reiten' würde. Zu Beginn hatte Cooper noch bemerkt, daß wir Menschen niemals einen Apfel erschaffen, doch diesen zu einer Bombe machen könnten, sobald wir seine atomare Struktur erst einmal begriffen hätten: Alles ist determiniert vom Zusammenhang von Ursache und Wirkung, und als Menschen greifen wir selbst in diesen Zusammenhang ein – kein 'Schicksal', sondern Verantwortung für das eigene Tun oder Unterlassen, dafür, sich zu den Wirkzusammenhängen adäquat zu verhalten, denn: 'Jedes Ding strebt, soviel an ihm ist, in seinem Sein zu beharren' (Spinoza).  Dies sollte für Lang nach IM GEHEIMDIENST – jedenfalls nach seiner ursprünglichen raison d’être – auch für unsere Zivilisation gelten.“